# Guillermo de Oliveira
Guillermo de Oliveira (Vigo, Pontevedra, España, 1986) es un director, productor y guionista de cine español. 
Es autor de un largometraje documental así como varios cortometrajes y spots publicitarios.

## Trayectoria
Es licenciado en Comunicación Audiovisual y Periodismo y máster en Cinematografía. Ha participado en talleres de dirección y guion en la Escuela de Cine de Nueva York en Los Ángeles y la Escuela Internacional de Cine y Televisión de San Antonio de los Baños (Cuba).
Entre 2008 y 2011 trabajó realizando vídeos en el Diario ABC donde presentaba un videoblog sobre cine. Poco después funda la productora Zapruder Pictures y realiza sus primeros cortometrajes profesionales en los que adapta videojuegos a imagen real. Rodados en inglés gozan de enorme difusión en Youtube: Max Payne Valhalla (2012), Modern Warfare: Sunrise (2013) y Red Dead Redemption: Seth's Gold (2015).
En 2018 se estrenó en España su primer largometraje, el documental Desenterrando Sad Hill. La cinta acompaña a un grupo de fanáticos en la reconstrucción del cementerio de Sad Hill construido en 1966 para la escena final de la película El bueno el feo y el malo. La película cuenta con entrevistas al protagonista de la cinta Clint Eastwood, al compositor italiano Ennio Morricone, al vocalista de Metallica James Hetfield o a los directores Joe Dante y Álex de la Iglesia entre otros. Fue nominada al Mejor largometraje documental en los Premios Goya 2019. 
En 2022 estrena el cortometraje Sauerdogs, un wéstern nevado rodado en 35 milímetros. Protagonizado por August Diehl y Jonathan David Mellor cuenta con banda sonora de Zeltia Montes. Acumula más de 70 selecciones en festivales y una veintena de premios.
También en 2022 estrena el cortometraje Tegoyo. Escrito, rodado y editado durante un taller de 12 días junto a Werner Herzog. El propio director alemán eligió la pieza entre más de 60 obras para su distribución en festivales. Pudo verse en el Festival de Cine de Sitges o en el Festival de Cine de Raindance, entre otros.
Desde 2021 a 2023 fue director del Almería Western Film Festival.

## Filmografía

### Cortometrajes
- Max Payne: Valhalla (2012). Director, guionista y productor. Codirigido por Javier Esteban Loring.
- Modern Warfare: Sunrise (2013). Director guionista y productor. Codirigido por Javier Esteban Loring.
- Red Dead Redemption: Seth's Gold (2015). Director guionista y productor. Mención especial del jurado en el Almería Western Film Festival 2015.
- Sauerdogs (2022). Director, guionista y productor.
- Tegoyo (2022). Director y guionista.

### Largometrajes
- Desenterrando Sad Hill (2017): Director, guionista y productor.

## Premios
Premios Goya
| Año  | Categoría                 | Película               | Resultado |
| ---- | ------------------------- | ---------------------- | --------- |
| 2019 | Mejor película documental | Desenterrando Sad Hill | Nominado  |

Medallas del Círculo de Escritores Cinematográficos
| Año  | Categoría        | Película               | Resultado |
| ---- | ---------------- | ---------------------- | --------- |
| 2019 | Mejor documental | Desenterrando Sad Hill | Ganador   |

Festival de Cine de Sitges
| Año  | Categoría                    | Película               | Resultado |
| ---- | ---------------------------- | ---------------------- | --------- |
| 2018 | Mejor Película Noves Visions | Desenterrando Sad Hill | Ganador   |